# 阿瑪萊特AR-15步槍
阿瑪萊特15步槍（英語：Armalite Rifle Model 15）是一款轻量化气动式中央底火的半自動步枪，以弹匣供弹發射.223雷明登小口径步枪弹，其軍用型具备选擇射击模式功能可切換半自动和全自动射击模式，該槍由美国武器设计师尤金·斯通纳设计並由阿玛莱特及柯特公司生产。
由于其设计的先进性和良好的弹道性能獲美軍青睞，其衍生型被國防部发展成軍用型M16突击步枪並在越南战争中首次服役，其後更出現从M16槍族縮短而发展成的M4卡宾枪，柯尔特更因其口碑良好而於美國國內民用市場大幅產銷其半自动型号；在柯尔特的专利於1977年过期后，美國國內各大廠商更爭相對其仿製，導致其最終变成了一个涵盖了精确射手步枪、短管步枪、手枪口径卡宾枪、“AR手枪”等各种其它不同模式的庞大枪族，亦令其成為美国民间最常见的枪械之一及美国槍械文化的代表，甚至被美国全国步枪协会冠以「国枪」（America's rifle）美誉。亦因其可塑性極高可任意組合、市場基數極大令廠商願意生產種類繁多的配件，而成為世上最容易及最常被改裝的槍種，引領槍械模塊化的先驅，更被稱為「成人樂高」（Adult's LEGO）。

## 历史
AR-15是在7.62毫米口径的AR-10基础上，由费尔柴德阿玛莱特公司的尤金·斯通纳所设计（AR-15中的“AR”来自阿玛莱特的英文名称Armalite Rifle，而不是突击步枪Assault Rifle）。AR-15被发展成基于AR-10的一种使用5.56毫米子弹的轻量型号。由于是第一种使用5.56毫米口径的步枪，它又被誉为开创小口径化先河的步枪。
阿玛莱特于1959年将其AR-10和AR-15的生产权卖给了柯尔特公司。柯尔特公司将AR-15步枪卖给全世界许多军队组织，包括美国空军、陆军以及海军陆战队。AR-15之后逐渐被美国军方采购，但却是使用M16的名称。然而，柯尔特公司还是在向民众和执法机关的买主提供的该枪的半自动型号（AR-15, AR-15A2）中使用AR-15的商标。最初的AR-15是一支非常轻巧的武器，在装空弹匣的时候只有不到6磅重。当然之后重枪管版本的民用AR-15可以重达8.5磅。
今天，民用版本的AR-15和其改型由多家公司制造，并受到世界范围内射击运动爱好者以及警察们的青睐，因为它们便宜精准而且是模块化设计。（请参见M16以了解更多关于AR-15和其派生型号的发展与演变的历史）
某些革命性，或者至少是重要的AR-15的特征包括：
- 航空级铝材机匣；
- 模块化的设计使得多种配件的使用成为可能，并且带来容易维护的优点；
- 小口径、精准、高弹速；
- 不容易变形和破裂的聚合物枪托和握把；
- 准星可以调整仰角；
- 表尺可以调整风力修正量和射程；
- 一系列的光学器件可以用来配合或者取代机械瞄具；
- 氣動式自动方式。

AR-15半自动和全自动的改型外观上有细微的区别，全自动型号在“Semi”图标上面有连发阻铁的固定销，而半自动型号则连固定销安装孔也没有。全自动改型具有一个选择射击的旋转开关，可以让使用人员在三种设计模式中选择：安全、半自动、以及依型号而定的全自动或三发连发。在半自动改型中，这个开关只能在安全和半自动模式中选择。绝大多数AR-15在未上膛的情况下都不可以将保险拨到安全位置。另外，半自动型号的AR-15可以通过更换全自动型的BCG与快慢机，再放入Drop in auto sear，很简单的变成一只全自动武器，且外观上与半自动型号几乎没有任何差异，因此获得一些不法分子的青睐（私自改造枪支乃是重罪）。

### 现代运动步枪
“现代运动步枪”（英語：modern sporting rifle）是美国国家射击运动基金会（National Shooting Sports Foundation，简称NSSF）在2009年推出的一个新名词，常被枪械工业用来形容任何民用的模块式半自动步枪。而因为AR-15及其衍生系列型号是美国民间最受欢迎、生产厂家最多的半自动步枪，因此这个概念狭义上经常被作为AR-15的代名词。根据NSSF的2009年度《射击运动参与报告》，2009年全美现代运动步枪的射击人口有8868085人，平均累计射击时间22.9天（其中南部29.6天、西部21.1天、东北部20天、中西部15.5天），相比之下虽然人口数量不如其它步枪和手枪但是参与射击运动的程度更高，而相比霰弹枪则在人口和参与度上都胜出。现代运动步枪对年轻人群更有吸引力，64％的使用者年龄在18至44岁之间，63％的受教育程度在大学以上。

## 技术资料
- 口径：.223雷明登及5.56x45毫米北约（其他口径的许多改型由多家厂商制造。）
- 枪长：39英寸（991毫米）
- 质量／重量：（参见文字）
- 枪管：5.5英寸至24英寸不等，常見為10.3、11.5、13.7、14.5、16及20英寸（13.7及14.5英寸加上永久固定槍口配件後可達至全長16英寸之法定要求，因此不用納NFA稅而受歡迎）
- 膛线：最早的型号具有1:14的膛线缠距，之后因为使用55格令（3.6克）子弹而改成1:12。后来新型号为了使用62格令的M855和63.5格令的M856，通常使用1:9或1:7的缠距。一般来说，1:7的缠距可以提供更快的自旋速度，从而让射出的重弹头飞行更稳定。另外亦有改用1:8纏距的.223 Wylde槍管，此類槍管可以可靠地同時使用.223 Remington及5.56 NATO彈藥。
- 氣動系統長度：步槍長度（導氣孔於槍管12英寸位置）、中等長度（導氣孔於槍管9英寸位置）、卡賓槍長度（導氣孔於槍管7英寸位置）、手槍長度（導氣孔於槍管4英寸位置）
- 緩衝系統長度：步槍長度（全尺寸長度）、中等長度（由VLTOR設計，稱為A5系統）、卡賓槍長度（CAR-15長度）
- 弹匣容量：2至150不等（见下文）

标准的弹匣为STANAG双排双进弹匣。另外Surefire推出了60发和100发的四排双进大容量弹匣。另外，50、60、90或100发容量的弹鼓也可以使用，例如C-Mag彈鼓或者Magpul的D60弹鼓。小容量的弹匣也被提供，以符合某些地区的法律，或者是为了打猎，还有就是大弹匣往往不能进行精确依托射击。
针对AR-15设计的具有不同重量与长度的枪管，以及能使用不同口径弹药的上机匣，大量出现在售后市场上。得益于该枪的模組化设计，它们很容易被安装，价格也很适宜。这些弹药包括（以口径大小排序）但不限於：
- .22 LR
- 5.7×28毫米
- 6.5毫米格伦德尔（.264口径）
- 6.8毫米SPC（.270口径）
- .300 Whisper（英语：.300 Whisper）
- .300 AAC Blackout（英语：.300 AAC Blackout）
- 7.62×39毫米
- .308温彻斯特
- 9毫米帕拉贝伦
- 9×39毫米
- .45 ACP
- .458 SOCOM（英语：.458 SOCOM）
- .50 AE
- .50 Beowulf（英语：.50 Beowulf）
- .500 S&W Magnum（英语：.500 S&W Magnum）
- .50 BMG

当安装一个全新的上机匣，特别是当它设计为可以使用不同口径弹药时（也就是除了雷明登.223或5.56×45毫米北约之外的），下机匣可能也需要根据这种转换进行一定的修改。例如，当转换成9毫米的上机匣的时候，通常需要安装弹匣井块（以适应更小的9毫米弹匣，例如烏茲衝鋒槍或者柯爾特9毫米衝鋒槍），将.223击锤更换成为9毫米弹药设计的击锤，以及根据用戶原来的枪托，更换为新的9毫米口径AR-15而设计的缓冲器、枪机弹簧和枪托垫片。

## 改型

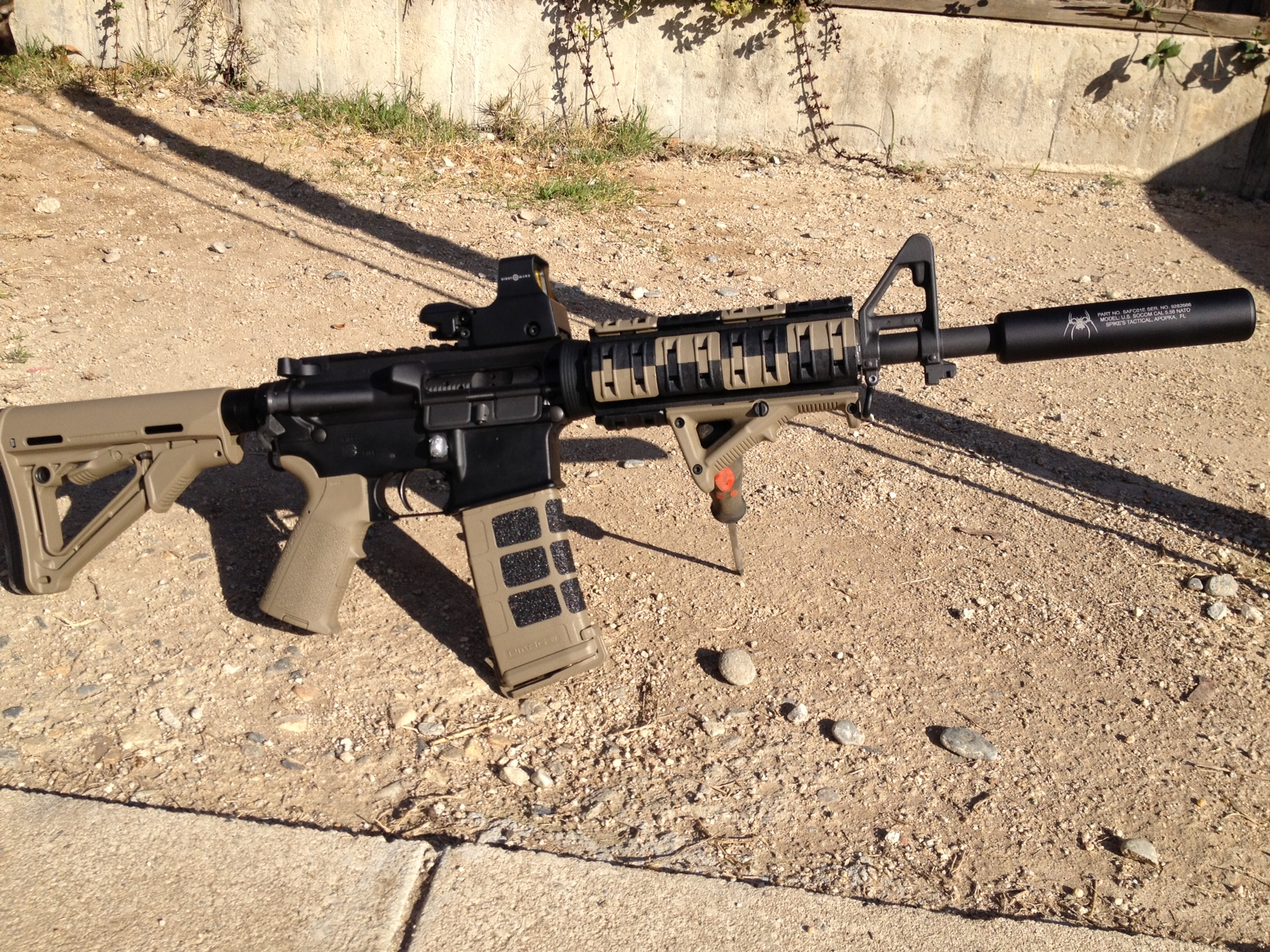
裝上了多個馬格普生產的附件的AR-15改型，當中包括由馬格普生產的槍托、手槍握把、直角前握把和護木片

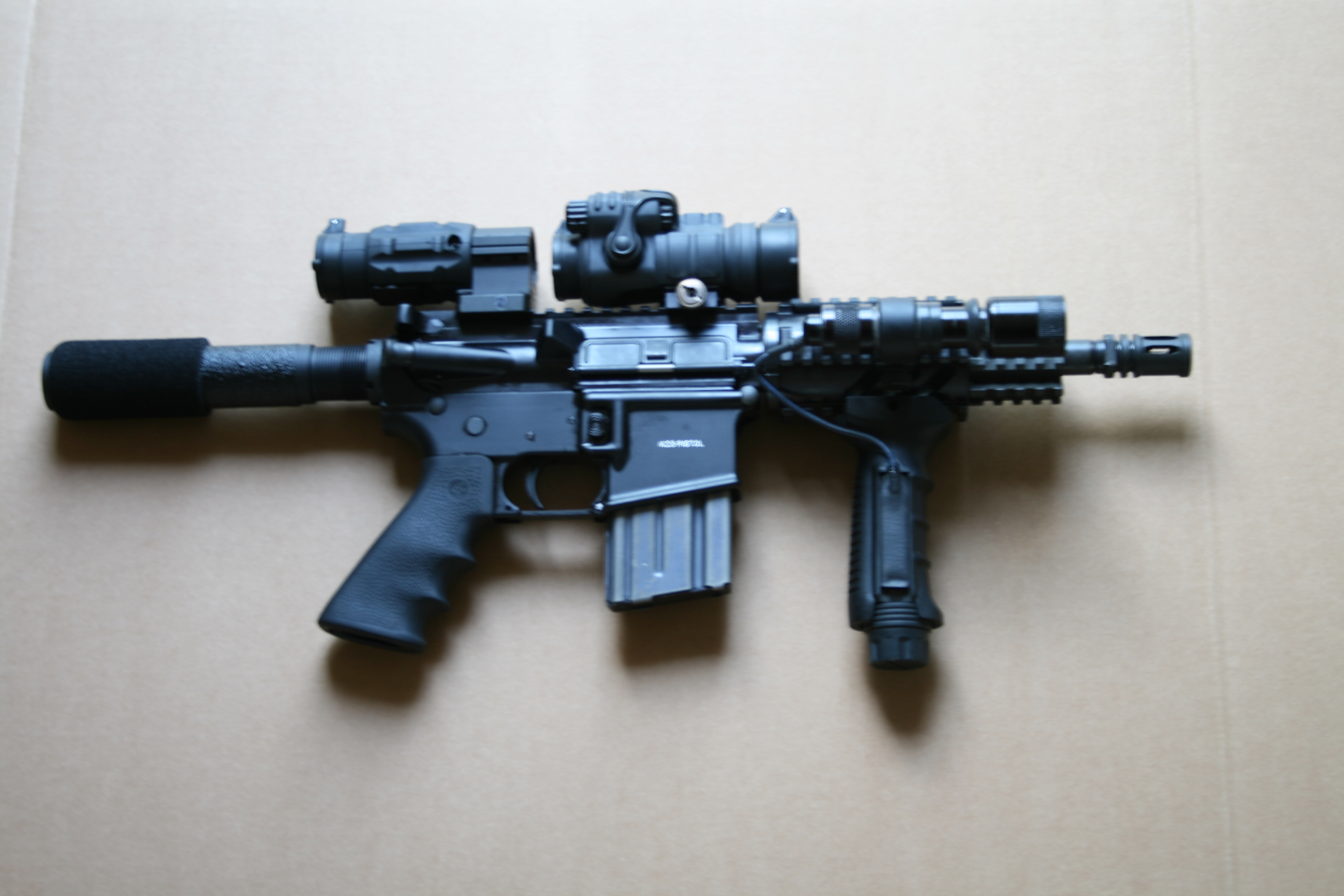
另一種AR-15改型

有许多家公司制造大量不同配置的AR-15。这些配置包括从具有可调节枪托和光学瞄准鏡的短卡宾枪，到重枪管的型号，等等。
“AR15”与“AR-15”的商标属于美國柯爾特製造公司所有，该公司声称这个名称应该只用于他们的产品。其他的AR-15制造商以其他的代号制造AR-15的翻版，但通俗说法中它们仍有时候被叫做“AR-15”。
该步枪使用的运作模式是气吹式。当子弹穿过位于枪支上方的气孔的时候，气体从枪管内排出。然后，该气体涌向该气孔并且进入枪管上方的气管。这根气管从准星基座一直通到这支AR-15的上机匣。在这儿，这根气管嵌进一个“气键”，后者引入气体并令其通过漏斗型的管道进入枪栓连动座。进入后的气体使得枪栓和枪机朝相反方向移动。当枪机向枪支的后段移动的时候，枪栓开始转向并从枪管延伸处释放。凸轮撞针负责枪栓的转动，后者沿着一段凹槽进入螺旋形的枪机而使得枪栓释放。当枪栓被释放后，枪机继续向后段移动，同时子弹壳被分离出来。
一个位于缓冲器之后的复位弹簧其后将枪栓连动座推回膛室。一段进入上机匣的凹槽挡住凸轮撞针并防止其与枪栓旋转进入一个闭合位置。枪栓的闭锁座接着将另一颗子弹推入上膛坡道，并进入膛室。当枪栓闭锁座通过机匣延伸部的时候，凸轮撞针可以旋转进入一个研磨接入上机匣的容器。这个旋转的动作伴随着凹槽进入枪机，并使得枪栓旋转并锁入枪管的延伸处。

## 在美国境内的合法性
在美国，具有可折叠枪托、消焰器、刺刀座等的改型在1994－2004年间是被禁止销售给民众的。这是基于1994年颁布的暴力犯罪控制和执法法案的禁止攻击武器条款。由于该条款在2004年9月过期，这些条款现在只在某些州被视为非法。
加利福尼亚州最近对于AR-15的禁止令重新引起了人们对它的兴趣。将一支标准AR-15的下机匣更换成具有固定弹数（10发）的机匣（见下文的说明）可以使得该枪在加州变得合法，并可以继续使用被禁止的特性，例如叠缩的枪托以及手枪枪柄。该弹匣不可拆卸，因此装弹时射手必须拉下后方拆卸闩，将上机匣靠铰链在前拆卸闩上移动，然后用拆卸夹或者手装入暴露的弹匣，然后合上。为该用途设计的较流行的下机匣由斯塔格武器公司、富尔顿兵工厂、迪恩兵工厂、麦伽、还有阿密特格制造。斯塔格制造名为STAG-15的下机匣，其被加州司法部认为是「折扣」机匣 （页面存档备份，存于），而且是暂时合法的。到2006年12月为止，双星，斯塔格，CMMG和麦伽制造的产品在加州全都属于合法的下机匣。如果满足以下的要求，那么这个机匣就可以做成一支完整的步枪：该机匣具有固定的弹匣但是包括不超过10颗的弹药 - 如果这支步槍具有手把、可折疊式的槍托，等等的話；或者，該機匣具有可拆卸的弹匣，但是不能使用任何种类的附件，例如手把、可折叠式的槍托，等等。

## 关注
当制造完整武器以及之后的后勤供给的生产商变得过剩的时候，膛室的规格因此出现了混乱。民用（SAAMI）.223雷明頓和北约5.56毫米都是可用的。虽然这两种枪膛通常可以接受两种弹药，但是在民用标准的枪膛中使用军用规格的子弹会带来比设计标准更大的膛压。军用标准的膛室通常具有一个较宽敞的喉道，因此产生的气压较小，也同时使用于两种弹药。极少数的制造商（例如罗克河武器公司）使用了一种名为“韦德”的混合式膛室，既可以提供类似于SAAMI的精确度，又可以安全的使用军用标准的子弹（北约5.56毫米）。膛室的种类、制造商、以及膛线缠距通常都被印在准星前方的枪膛内。
设计中另一点值得关注的就是惯性击针的采用。一颗轻的击针在枪栓中移动而不受限制。当装弹时枪栓向前锁定时，击针通常会向前移动并撞击已装填弹药的底火。在军用标准或者高等级民用标准的弹药中，这还不足以击发子弹，只会在底火上留下小小的一声。但是使用更敏感的底火或者没有正确安置底火时，这会导致装弹时的猛击走火。
如同许多其他的小口径武器一样，AR-15在枪膛有水的时候开火会造成枪管破裂。在AR-15步枪侵入水中或者怀疑枪管内有水时，建议将它退弹，枪口朝下，将装弹手柄拉向后方，以使其可以排净积水。

## 流行文化
AR-15樣式的步槍在美國境內非常流行於民間市場，因此在大量電影、電視劇和遊戲等媒體中均有出現。但當中只有少數為柯爾特和阿瑪萊特生產的原裝槍，其餘的都是其他廠商生產的仿製型和改良型，而這些槍械一般有自己的命名方式，並應被視為獨立的武器。

### 電影
- 1984年—《省港旗兵》：型號為AR-15，由皇家香港警察所使用。
- 2016年—：為國際突出武器（Salient Arms International）公司生產的型號“Tier One AR-15”，有兩種版本：
  - 裝上EOTech全息瞄準鏡、AN/PEQ-15雷射瞄準器和槍口制動器的版本由泰羅恩·S·「羅恩」·伍茲（詹姆斯·貝吉·戴爾飾演）所使用。
  - 裝上ACOG光學瞄準鏡和抑制器的版本由戴夫·「布恩」·班頓（大衛·丹曼飾演）所使用。
  - 另外由於該槍在現實中於2014年才推出，出現在這部以2012年為背景的電影是一種時代錯誤。
- 2017年—：為塔蘭戰術創新公司（Taran Tactical Innovations ，TTI）公司生產的型號“TTI TR-1 AR-15”，裝上Trijicon Accupoint 1-6×24光學瞄準鏡及垂直握把，並以增大容量的並聯式馬格普PMAG彈匣供彈，由強納森·「約翰」·維克（基努·李維飾演）於羅馬行動期間購買，然後在地下道槍戰期間所使用。

### 電子遊戲
- 2012年—《战争前线》：为國際突出武器（Salient Arms International）公司生產的型號“GRY AR-15”，命名为“SAI GRY AR-15”，哑黑色枪身并使用40发Magpul弹匣装填。为步枪手专用武器，大师级解锁，可以改装枪口配件（通用消音器、突击消音器、突击制退器、SAI Jailbreak枪口装置）、战术导轨配件（通用握把、突击握把、突击握把架、枪挂型榴弹发射器）以及瞄准镜（EoTech 553全息瞄准镜、绿点全息瞄准镜、ELCAN SpecterDS瞄准镜、红点瞄准镜、步枪高级瞄准镜、Trijicon ACOG瞄准镜），默认自带SAI Jailbreak枪口装置。
- 2015年—《未轉變者》：命名為「Eaglefire」，分類為突擊步槍，等級為稀有等級槍枝，使用30發軍用彈匣或者100發軍用彈鼓，可以改瞄準鏡以及戰術導軌配件。
- 2015年—：于第三年追加下载内容“暗空行动”（Operation Grim Sky）中登场，为亚历山大武器（Alexander Arms）公司生产的型号“.50 Beowulf”，命名为“AR-15 .50”，使用半自动射击，載彈量10+1发，由城市战术反应部队“暗空” GSUTR（美国陆军特种部队三角洲部队）的特勤干员Maverick所使用。
- 2016年—《少女前線》：為尖锋战术（Spike's Tactical）公司所生产的型号“ST-15”十周年纪念款，命名为“ST AR-15”，為劇情贈送4星AR角色，不可建造，遊戲設定中，為AR小隊中的成員之一。改造后会再装备相同公司所出产的Pipe Hitters短管步枪。

### 制造商
- （英文）亚历山大武器公司（Alexander Arms） （页面存档备份，存于）
- （英文）阿玛莱特 （页面存档备份，存于）
- （英文）Bushmaster
- （英文）柯尔特 （页面存档备份，存于）
- （英文）比赛射击运动公司（Competition Shooting Sports）
- （英文）DPMS（防务采购制造服务） （页面存档备份，存于）
- （英文）雷斯·巴尔公司（Les Baer Custom） （页面存档备份，存于）
- （英文）路易斯机器和工具公司（Lewis Machine & Tool） （页面存档备份，存于）
- （英文）LRB武器公司（LRB Arms） （页面存档备份，存于）
- （英文）欧博蓝武器公司（Oberland Arms） （页面存档备份，存于）
- （英文）奥林匹克武器公司（Olympic Arms）
- （英文）罗克河武器公司（Rock River Arms） （页面存档备份，存于）
- （英文）軍刀防御工业公司（Sabre Defense Industries）
- （英文）史密斯-韦森 （页面存档备份，存于）
- （英文）SSK工业公司（SSK Industries） （页面存档备份，存于）
- （英文）斯塔格武器公司（Stag Arms） （页面存档备份，存于）
- （英文）战术公司（Tactics LLC） （页面存档备份，存于）